# دریاچه اوروغ
دریاچه اوروغ (به لاتین: Orog Lake) یک دریاچه در مغولستان است که در استان بایان‌خونگور واقع شده‌است.